# Bambusa ventricosa
Bambusa ventricosa ist ein horstartig wachsender Bambus mit 8 bis 10 Meter hohen Halmen. Das natürliche Verbreitungsgebiet liegt in China in der Provinz Guangdong. Eine Zuchtform mit verkürzten und verdickten Internodien wird als Zierpflanze meist in Töpfen verwendet und dann als „Buddhas Bauch“ bezeichnet. Die Art wird von manchen Botanikern nicht anerkannt und die Exemplare als Kulturform der Art Bambusa tuldoides zugeordnet. Dieser Einordnung wird in der Flora of China widersprochen und im Besonderen auf die Unterschiede der Halmblattscheiden verwiesen.

## Beschreibung

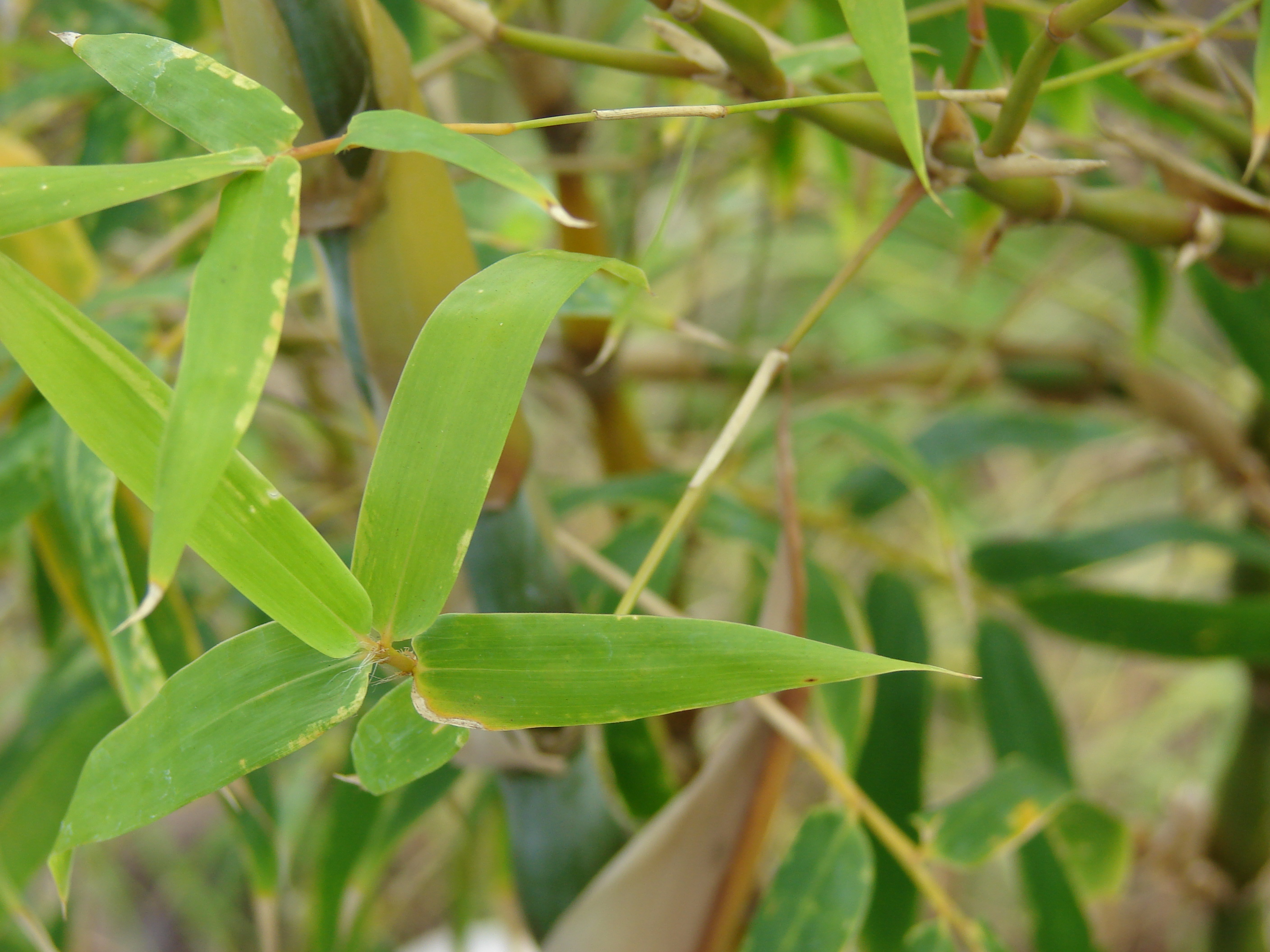
Laubblätter von Bambusa ventricosa

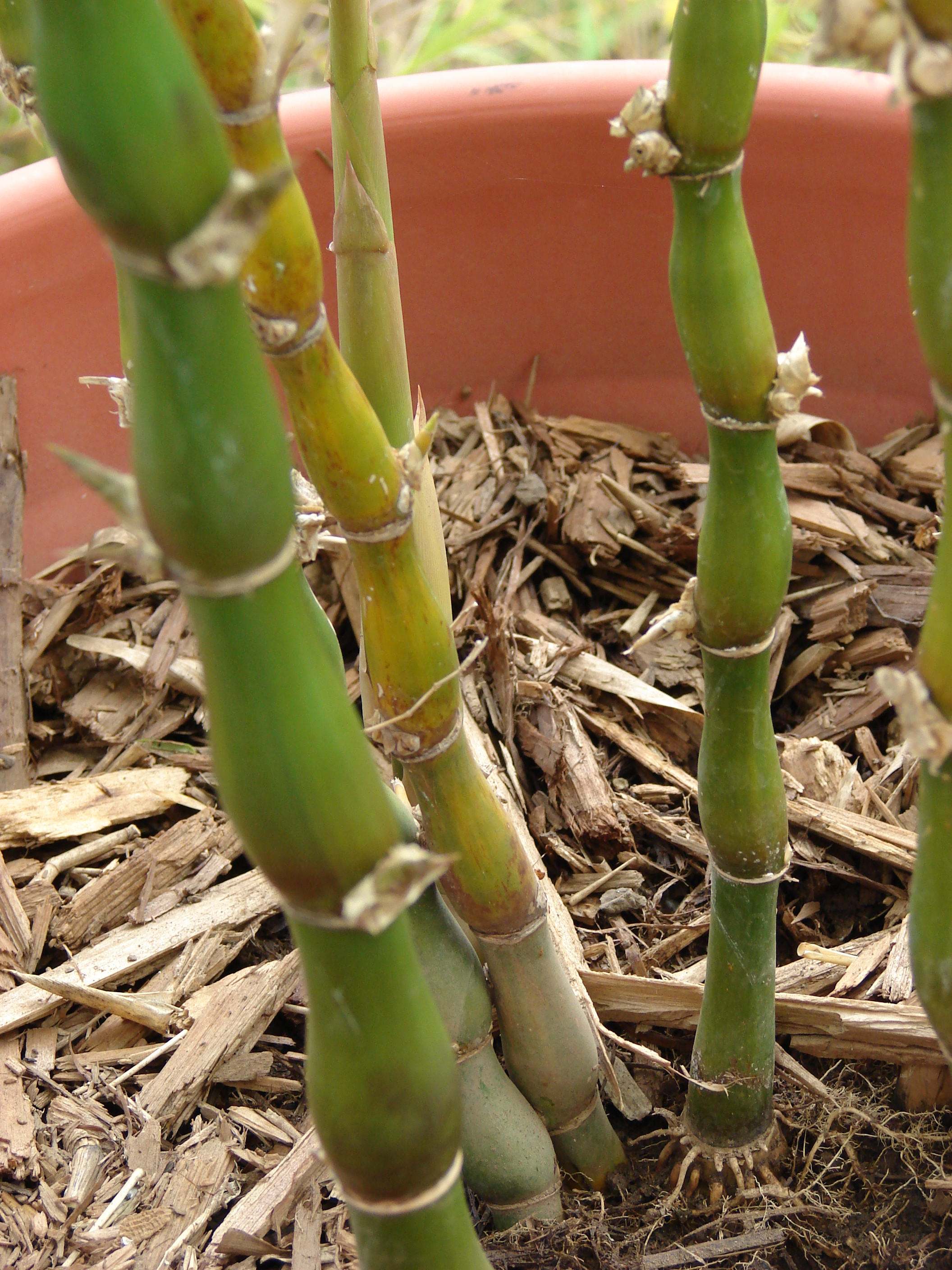
Halme mit verdickten Internodien, die der Art den Spitznamen „Buddhas Bauch“ einbrachten

Bambusa ventricosa bildet zwei Formen von Halmen: Normale Halme sind 8 bis 10 Meter lang, haben einen Durchmesser von 3 bis 5 Zentimetern, sind an der Basis gekrümmt und an der Spitze leicht überhängend. Die Internodien sind 20 bis 35 Zentimeter lang und an der Basis leicht verdickt, nicht bemehlt und anfangs unbehaart. Die Knoten nahe der Halmbasis sind über und unter der Scheidennarbe weißgrau und seidig behaart. Der erste und zweite Knoten über dem Grund zeigen kurze Luftwurzeln. Die Halme verzweigen sich ab dem dritten oder vierten Knoten. Tiefer liegende Knoten haben meist ein bis drei Äste, deren Zweige häufig zu schwachen Dornen umgebildet sind. In der Mitte des Halms und darüber werden mehrere bis viele Äste gebildet, wobei die drei mittigen dicker und länger sind.
Davon abweichend werden meist bei Topfpflanzen nur 25 bis 50 Zentimeter lange und 1 bis 2 Zentimeter dicke Halme mit verkürzten und an der Basis verdickten Internodien gebildet. Äste werden nur an den höher liegenden Knoten gebildet, die meist einzeln stehen, keine Dornen bilden und ebenfalls verkürzte und verdickte Internodien aufweisen.
Die Halmscheiden sind deutlich geriffelt-gestreift, kahl und haben eine beinahe symmetrische, breit bogenförmige oder beinahe gestutzte Spitze. Sie fallen früh ab. Die Halmblattöhrchen sind ungleich: Das größere Öhrchen ist schmal-eiförmig bis eiförmig-lanzettlich und 5 bis 6 Millimeter lang, das kleinere Öhrchen ist eiförmig und 3 bis 5 Millimeter lang. Die Öhrchen haben gebogene Wimpern. Das Blatthäutchen ist sehr kurz und fein gefranst und 0,5 bis 1 Millimeter lang. Die Halmblattspreite steht aufrecht oder ist gebogen, sie ist eiförmig bis eiförmig-lanzettlich und hat eine leicht bogenförmige und verengte Basis. Die Laubblattscheide ist kahl, das Blatthäutchen beinahe gestutzt und sehr kurz. Die Öhrchen sind eiförmig oder sichelförmig und mit mehreren gebogenen Wimpern besetzt. Die Laubblattspreite ist linealisch-lanzettlich bis lanzettlich, 9 bis 18 Zentimeter lang und 1 bis 2 Zentimeter breit, an der Oberseite kahl und unterseits flaumig behaart.
Die Ährchen wachsen einzeln oder zu vielen auf jedem Knoten des Blütenstands. Sie sind linealisch-lanzettlich, 3 bis 4 Zentimeter lang und leicht zusammengedrückt. Die Vorblätter sind oval, 2,5 bis 3 Millimeter lang, zweifach gekielt und haben eine stumpfe Spitze. Jedes Ährchen hat an der Basis eine Knospe, aus dem wieder ein Ährchen gebildet werden kann (die Ährchen werden daher auch als Scheinährchen, englisch: pseudo spikelet bezeichnet). Die ein bis zwei Tragblätter der Knospen sind schmal-eiförmig, 4 bis 5 Millimeter lang, spitz und bilden 13 bis 15 Blattadern. Je Ährchen werden sechs bis acht Blütchen gebildet, wobei das erste und zweite Blütchen an der Basis und zwei bis drei Blütchen nahe der Spitze des Ährchens meist steril sind. Die Segmente der Blütenstandsachse sind flach und 2 bis 3 Millimeter lang. Die Spitze ist kuppelförmig verbreitert. Je Ährchen wird keine oder eine eiförmig-elliptische, 6,5 bis 8 Millimeter lange Hüllspelze mit spitzem oberen Ende und 15 bis 17 Blattadern gebildet. Die Deckspelze ist eiförmig-elliptisch, 9 bis 11 Millimeter lang, kahl und hat ein spitzes Ende und 19 bis 21 Blattadern. Die Vorspelze ist etwa gleich lang oder etwas kürzer als die Deckspelze und nahe der Spitze bewimpert. Es werden drei etwa 2 Millimeter lange, stark bewimperte Schwellkörper gebildet. Die beiden vorderen sind leicht unsymmetrisch, der hinten, nahe der Ährchenachse liegende Schwellkörper ist breit-elliptisch. Die Staubfäden sind dünn, die Staubbeutel sind etwa 6 Millimeter lang, gelb und haben ein stumpfes Ende. Der Fruchtknoten ist breit eiförmig, 1 bis 1,2 Millimeter lang, gestielt und hat eine verdickte, behaarte Spitze. Der Griffel ist sehr kurz und behaart. Die drei Narben sind etwa 6 Millimeter lang. Früchte sind nicht beschrieben.
Die Chromosomenzahl beträgt 2n = 68-70 oder 72.

## Verbreitung
Das natürliche Verbreitungsgebiet der Art liegt in der chinesischen Provinz Guangdong. Sie wird im Süden Chinas weit verbreitet kultiviert.

## Systematik
Bambusa ventricosa ist eine Art aus der Gattung Bambusa, die in der Familie der Süßgräser (Poaceae) der Unterfamilie Bambus (Bambusoideae) und der Tribus Bambuseae, Untertribus Bambusinae zugeordnet wird. Sie wurde 1868 von Floyd Alonzo McClure in Lingnan Science Journal
erstbeschrieben. Ein Synonym der Art lautet Leleba ventricosa (McClure) W. C. Lin.
Die Art wurde 2006 vom Board of Trustees of the Royal Botanic Gardens, Kew in der World Checklist of Selected Plant Families als Kulturform von Bambusa ventricosa eingestuft, womit der Name nur ein Synonym für die Art Bambusa tuldoides wäre. Die "Flora of China" widerspricht noch 2006 dieser Einstufung und vermutet, dass falsch zugeordnetes Herbarmaterial zu dieser Einstufung geführt hat. Sie verweist im Besonderen auf deutliche Unterschiede in der Form der Halmblattscheiden zwischen den beiden Arten. Inzwischen hat sich Kew dieser Meinung auch angeschlossen.

## Verwendung
Die Art wird im Süden Chinas häufig als Topfpflanze verwendet. Aufgrund der verdickten Internodien wird der Bambus auch als „Buddhas Bauch“ bezeichnet. Dabei zeigen sich die verdickten Halme nur willkürlich, um das typische Aussehen eines „Buddhas Bauch“ zu erlangen, werden normale Halme entfernt, bevor sie voll auswachsen. In Mitteleuropa müssen im freien gepflanzte Exemplare besonders geschützt werden, da die Art nur kurzfristig Temperaturen unter 0° Celsius übersteht.